# Ercuis
Ercuis – miejscowość i gmina we Francji, w regionie Hauts-de-France, w departamencie Oise.
Według danych na rok 1990 gminę zamieszkiwały 1262 osoby, a gęstość zaludnienia wynosiła 288 osób/km² (wśród 2293 gmin Pikardii Ercuis plasuje się na 226. miejscu pod względem liczby ludności, natomiast pod względem powierzchni na miejscu 933.).